# Villar de los Navarros
Villar de los Navarros es un municipio español de la provincia de Zaragoza perteneciente a la comarca del Campo de Daroca, Aragón.

## Geografía
La localidad se sitúa en el margen izquierdo del río Cámaras (afluente del río Aguasvivas, el cual es afluente del Ebro), a mitad camino entre Daroca y Belchite.
Tras el Peirón de San Antonio, siguiendo el camino que lleva a Plenas y Moyuela, se encuentra una gran dolina de unos 100 metros de diámetro y unos 30 de profundidad. 
Tiene una población de 141 habitantes (INE, 2022).

## Demografía
Villar de los Navarros cuenta con una población de 157 habitantes (INE 2024).
| Gráfica de evolución demográfica de Villar de los Navarros entre 1842 y 2021                                        |
| |
| Población de derecho según los censos de población del INE Población de hecho según los censos de población del INE |

## Administración y política
| Período   | Alcalde                | Partido |  |
| --------- | ---------------------- | ------- |  |
| 1979-1983 | Eliseo Gonzalvo García | UCD     |  |
| 1983-1987 |                        |         |  |
| 1987-1991 |                        |         |  |
| 1991-1995 |                        |         |  |
| 1995-1999 |                        |         |  |
| 1999-2003 |                        |         |  |
| 2003-2007 |                        |         |  |
| 2007-2011 |                        |         |  |
| 2011-2015 |                        |         |  |
| 2015-2019 | José Luis Prat Lucía   | PP      |  |

| Partido político    | Partido político                                   | 2003   | 2007   | 2011   | 2015   |
| Partido político    | Partido político                                   | Ediles | Ediles | Ediles | Ediles |
|                     | Partido Popular de Aragón (PP)                     | 4      | 4      | 4      | 5      |
|                     | Partido de los Socialistas de Aragón (PSOE-Aragón) | —      | —      | —      | —      |
|                     | Chunta Aragonesista (CHA)                          | —      | —      | —      | —      |
|                     | Partido Aragonés (PAR)                             | 1      | 1      | 1      | —      |
|                     | Izquierda Unida (IU)                               | —      | —      | —      | —      |
| Total de concejales | Total de concejales                                | 5      | 5      | 5      | 5      |

## Patrimonio

### Iglesia de San Pedro Apóstol
La iglesia parroquial de San Pedro es de estilo mudéjar y data del siglo XVI. Está declarada Bien de Interés Cultural y fue incluida en la lista de obras mudéjares aragonesas declaradas por la Unesco Patrimonio de la Humanidad.

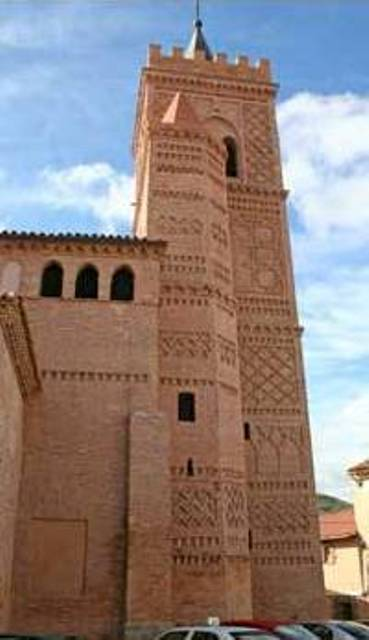
Iglesia de San Pedro.

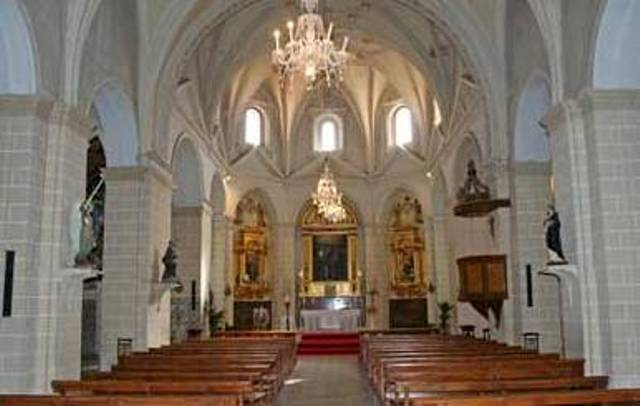
Iglesia de San Pedro.

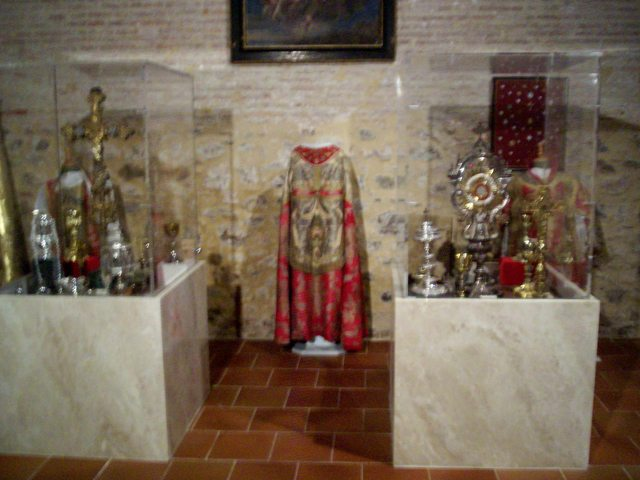
Museo.

### Ermita de Santa Bárbara

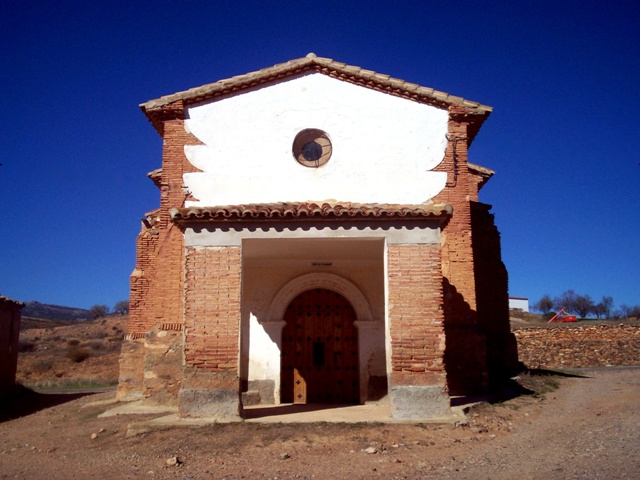
Ermita de Santa Bárbara.

La ermita de Santa Bárbara está situada a las afueras del pueblo en dirección a Nogueras. Se construyó durante los años 1707 y 1708, celebrándose la primera misa el 13 de junio de 1808. Desde entonces cada 4 de diciembre, día de Santa Bárbara, el pueblo la venera.

### Ermita de Santa Ana

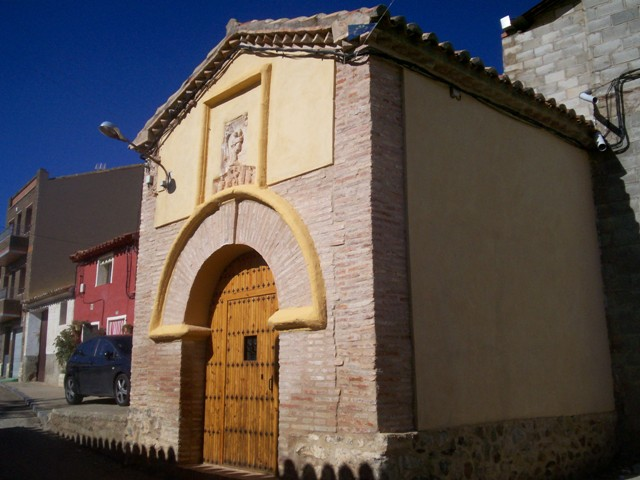
Ermita de Santa Ana.

La ermita de Santa Ana está situada dentro del pueblo, en la calle que lleva su mismo nombre. Se desconoce la fecha de su construcción, pero como dice una inscripción que hay dentro de ella, fue remodelada en 1911.

### Peirones

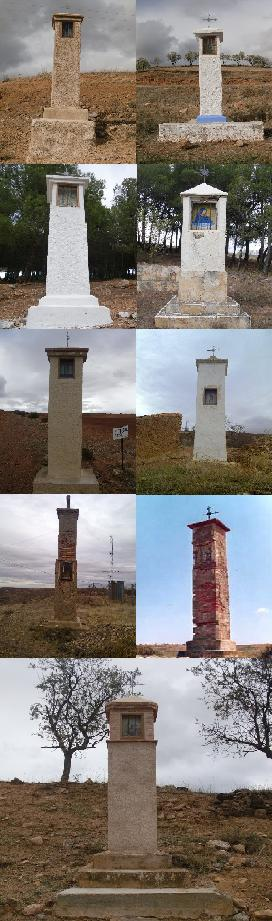
Peirones.

El Peirón de la Virgen del Carmen o de Las Almas se halla ubicado junto al río Cámaras, en el camino que conduce al Molino Alto. Se mantiene recto sobre una grada cuadrada de escalón irregular para poder adaptarse a la inclinación del terreno; una basa muy sencilla de hormigón; y el tronco y el edículo que forman un prisma de cuerpo único, en el que se abre, bajo la cornisa de ladrillo del cimacio, una capilla rectangular con la imagen de la Virgen del Carmen. Una pequeña cruz de hierro remata la cubierta.

### Puente medieval

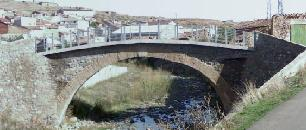
Puente Medieval.

El río que atraviesa el pueblo es el Cámaras y está jalonado por un puente medieval de un solo arco de medio punto.

### Nevera

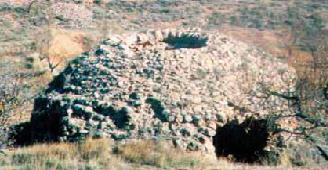
Nevera.

La altitud de Villar de los Navarros es de 867 metros sobre el nivel del mar, un terreno apropiado para la edificación de neveras. Se trata de una construcción con forma de iglú esquimal (las más antiguas en Aragón datan del siglo XVII), pero servía para almacenar la nieve caída en invierno y guardarla para el verano.

### Poblado íbero
A apenas un kilómetro del pueblo se encuentran en buen estado de conservación las ruinas de un antiguo poblado íbero. En ellas aún se pueden apreciar los tres niveles de murallas, así como parte del trazado y construcción de la aldea. Está en proceso de recuperación.

## Batalla Carlista del Villar de los Navarros
En el contexto de la Primera Guerra Carlista de España, el 24 de agosto de 1837, tuvo lugar la Batalla del Villar de los Navarros. Fue una importante victoria para el bando carlista, que, aunque sufrió alrededor de 400 bajas, produjo otras tantas en el bando isabelino, sumando otros más de 400 heridos y haciendo más de 2000 presos. Por el bando leal comandaron la batalla Marcelino Oraá y José de Buerens. Por el bando carlista dirigían el ejército el propio pretendiente al trono Carlos María Isidro de Borbón y Vicente González Moreno, alojándose en el propio pueblo del Villar de los Navarros. 
Primera batalla narrada por un corresponsal de guerra
Charles Lewis Gruneisen, periodista del Morning Post, fue destinado a cubrir la Guerra Carlista en el bando sublevado, y estuvo presente en la batalla, redactando un reportaje de dos páginas que se publicó en su rotativo días después, siendo interpretada por varios historiadores como la primera batalla de la historia moderna narrada por un corresponsal de guerra.
Recreación de la batalla
Desde 2016, impulsado por el alcalde José Luis Prat y el historiador Luis Negro, el pueblo ha querido recuperar la memoria de esta batalla que tanto marcó por aquel entonces a los habitantes del Villar de los Navarros y los pueblos de alrededor, dando buena fe de ello las decenas de historias que aún hoy se cuentan en el pueblo de lo que ocurrió, y la mucha toponimia de la zona renombrada en función de aquella batalla. Coincidiendo con el 24 de agosto, tanto en Villar de los Navarros como en Herrera de los Navarros hay charlas y tertulias históricas para recordar los acontecimientos, así como actuaciones de recreacionistas que instalan campamentos carlistas e isabelinos y posteriormente combaten en campo abierto. Los vecinos del pueblo también participan de la recreación, vistiendo trajes típicos de la época.

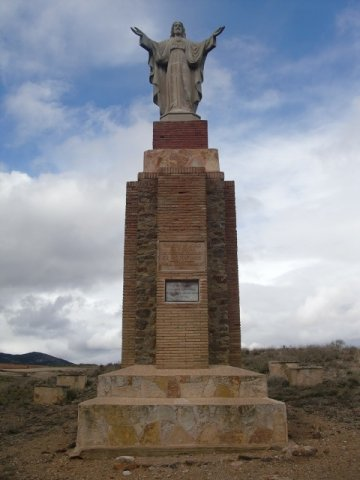
Calvario.

## Fiestas
Destaca la romería que se celebra el tercer domingo de mayo al santuario de la Virgen de la Sierra. Las fiestas mayores son alrededor del 15 de agosto, que dura entre 4 o 5 días. Las fiestas del Villar de los Navarros tienen un gran predicamento entre los pueblos de la zona, y congrega a gran cantidad de visitantes, multiplicando por más de diez su población en esas fechas de agosto. Esto se debe a que el pueblo siempre ha presumido de tener unas fiestas de gran presupuesto e inversión para el tamaño real que tiene el municipio.

## Deportes
El pueblo tiene un equipo de fútbol, fundado en 2013: la Balompédica Villareja. El equipo compite en categoría laboral de Fútbol 7 y en su gran mayoría todos los que lo han integrado han sido jóvenes del pueblo. El equipo es campeón de Copa y Campeón de Liga de la pasada temporada 2022/2023.

## Personas destacadas
- Enrique Luño Peña,  director general de La Caixa y presidente de la Confederación Española de Cajas de Ahorros;  rector de la Universidad de Barcelona (1945-1952) y procurador en las Cortes Españolas.